# 塚田良平
塚田 良平（つかだ りょうへい、1974年11月21日 - ）は、香川県出身の音楽プロデューサー、作曲家、ミュージシャン、教員、ボイストレーナー。株式会社CONTEZZA 代表取締役、名古屋音楽大学特任准教授。

## 経歴
音楽・テレビ番組・雑誌・学術など多方面にて積極的に活動を行なっている。
香川県立坂出高等学校、東京藝術大学音楽学部声楽科卒業。大学在学中より長野オリンピック開会式などにて声楽家として多数のオペラやコンサートに出演。卒業後は東京音楽大学の教員となり、新国立劇場にても活動した。ビクターエンターテインメントよりR-21のメンバーとしてメジャーデビュー。
その後はエイベックスに楽曲を提供開始し、2007年より『天才てれびくんMAX』にてプロデューサーを担当し、てれび戦士に多数のMTK楽曲を提供し、番組内にてDream5をプロデュース。『おかあさんといっしょ』にても楽曲を提供。
学術機関にて教員や准教授としても活動している（EXPG、エイベックス・アーティストアカデミー、桜美林大学、湖南衛星テレビ運営芸能学校、滋慶学園、洗足学園音楽大学、東京音楽大学、東京スクールオブミュージック専門学校、名古屋音楽大学）。2017年より『みんなDEどーもくん！』にてプロデューサーを担当し、8月に新香川県立体育館の建設アドバイザーに就任。
2020年に新型コロナウイルスに関するプロジェクトを立ち上げ、笠原拓巳などの元てれび戦士を集め、5月17日にYouTubeチャンネルを設立し『夢のチカラ』（『天才てれびくんMAX』のMTK）の元てれび戦士が歌う新版と、新曲『YELL』を同日にYouTubeにて公開。8月29日・9月19日には笠原のYouTube動画に出演した。